# Fàstic

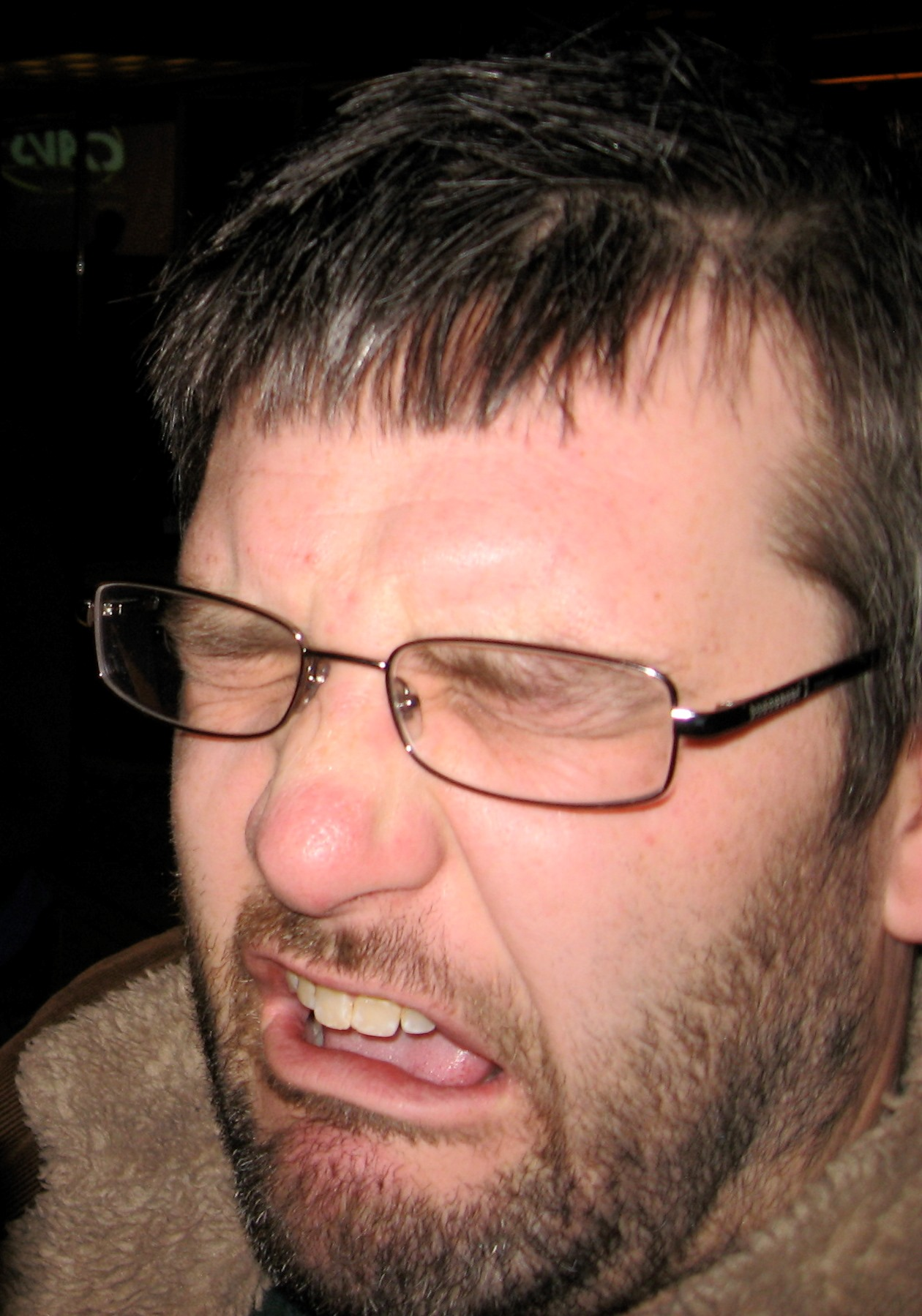
Fotografia d'un home amb expressió de fàstic.

El fàstic és un sentiment de rebuig físic o moral cap a alguna cosa considerada bruta, perillosa o desagradable. Està present en totes les cultures i sembla tenir com a origen l'instint d'allunyar-se d'aliments enverinats o productes no comestibles, que provocava una reacció d'allunyament en el cos, nàusees i un descens del ritme cardíac. Aquests impulsos s'activen al lòbul de l'ínsula del cervell. El discurs del racisme sovint evoca el fàstic cap als altres grups ètnics, associats a mala olor, brutícia, salvatgisme o altres estereotips denigrants. El terme "neteja de sang" té a veure amb aquest lligam.
És un sentiment molt lligat als prejudicis, ja que sovint provoca la repugnància davant fets no comprovats, de manera irracional. S'associa a quelcom brut, sigui en el sentit literal o moral. Les dones semblen més sensibles al fàstic i determinats estadis vitals com l'embaràs o malalties com la depressió n'augmenten la sensibilitat.
S'han associat les fonts del fàstic a tres grups, lligats a tres amenaces potencials per a la pròpia supervivència o del grup: aquell lligat a la por a patògens, que fa evitar éssers malalts o poc cuidats i que provoca el rebuig dels excrements, mocs, pudors, menjar en mal estat o insectes; el que té a veure amb l'evitació de conductes o companys sexuals no desitjables, lligat a la lletjor o la malformació i per acabar aquelles conductes morals que van en contra dels estàndards comunitaris i que posen en perill la seva cohesió, com el trencament de tabús.